# بودن و داشتن
بودن و داشتن (به فرانسوی: Être et Avoir) نام یک فیلم مستند فرانسوی به کارگردانی نیکلا فیلیبر محصول سال ۲۰۰۲ میلادی است.

## موضوع فیلم
مستندی در مورد شیوه تحصیل در مناطق روستایی فرانسه، به صورتی که در یک اتاق دانش آموزان محدود به سن ۴ تا ۱۱ سال توسط یک معلم تدریس می‌شوند…